# 郷本直也
郷本 直也（ごうもと なおや、1980年4月25日 - ）は、日本の俳優・歌手である。大阪府出身。ナノスクエア所属。舞台を中心にドラマなどで活動中。また、音楽ライブ活動も展開している。

## 略歴
1988年公開の映画『ぼくらの七日間戦争』を見て俳優の道を志す。中学生になり、大阪の劇団ひまわりに所属。15歳のときに東京のモデル事務所にスカウトされるが、そのまま大阪で活動を続け、演劇に関わっていたところマネージャーから勧められて受けたオーディションで『ミュージカル・テニスの王子様』の海堂薫役を射止め、2003年から演じることになる。2007年からは『ROCK MUSICAL BLEACH』シリーズに檜佐木修兵役で出演、2012年からは『弱虫ペダル』シリーズに金城真護役で、舞台・テレビドラマに出演、2015年からはミュージカル『青春-AOHARU-鉄道』に出演するなど、シリーズ作品に携わっている。長年「Twitterの開設は必要ない」との考えだったが、2021年2月に開設。投稿は基本的に事務所が行っている。また同年3月にファニコンにて公式ファンクラブ「Gomoto Lightning!」を開設している。
2024年11月、自身のマネージャーであった前代表の逝去により、ナノスクエアの代表取締役に就任。

## 人物
身長:187cm、体重:90kg。趣味はバイク、料理、作詞・作曲、ロードレーサー、特技はバスケットボール。

## 主な出演作品

### テレビドラマ
- 幸せ咲いた〜結婚相談所物語〜（2003年、東海テレビ）
- Messiah メサイア -影青ノ章-（2015年2月20日 - 3月27日、TOKYO MX） - 神北竜二 役
- 弱虫ペダル（2016年8月 - 10月、BSスカパー!） - 金城真護 役[6]
- 伊藤くん A to E（2017年）[10]
- 弱虫ペダルSeason2（2017年8月18日 - 12月22日、BSスカパー!） - 金城真護 役[11]
- REAL⇔FAKE 第3話（2019年9月18日〈17日深夜〉、毎日放送）- 里見 役[12]

### テレビアニメ
- アイシールド21（テレビ東京） - 進清十郎 役
- 家庭教師ヒットマンREBORN!（テレビ東京） - ザクロ 役
- CØDE:BREAKER（MBS） - 前田 役

### 特撮
- 特捜戦隊デカレンジャー 第11話（2004年、テレビ朝日） - ビリーザ星人ヴィーノ 役

### 舞台
2000年
- SAUNA2000『サウナ』
- SAUNA2000『かえる2』（10月）

2001年
- On your marks VOL.2『かんづめ！』（11月 - 12月）

2002年
- 演劇ユニットAxle第1回公演『太陽のうた』（9月 - 10月） - 山南敬介 役

2003年
- ミュージカル テニスの王子様（4月 - 5月） - 海堂薫 役
- 演劇ユニットAxle第2回公演『ペンシル』（5月 - 6月）
- ミュージカル『テニスの王子様』2003年夏追加公演（8月） - 海堂薫 役
- 野外劇『同期の桜』（10月）
- ミュージカル『テニスの王子様』Remarkable 1st Match 不動峰（12月 - 2004年1月） - 海堂薫 役

2004年
- ミュージカル テニスの王子様 Dream Live 1st（6月） - 海堂薫 役
- 演劇ユニットAxle第3回公演『11人いる!』（6月 - 7月） - タダ 役
- ミュージカル テニスの王子様 - 海堂薫 役
  - More than Limit 聖ルドルフ学院（7月 - 8月）
  - in winter 2004-2005 side 不動峰 〜special match〜（12月 - 2005年1月）

2005年
- BlueShuttlePRODUCE『自由という名のレール』（3月）
- 演劇ユニットAxle第6回公演『最遊記』（5月 - 6月） - 沙悟浄 役
- パリアッチ（7月）
- BlueShuttlePRODUCE『Switch!』（9月）

2006年
- まめや別館 第二回公演『GO!BANG!BANK!』（1月）
- Kiss Me You 〜がんばったシンプー達へ〜（2月）
- プレタポルテ第一回公演『ドアをあけると…』（7月 - 8月）

2007年
- ROCK MUSICAL BLEACH No Clouds in the Blue Heavens（3月 - 4月） - 檜佐木修兵 役
- Blue Shuttle Presents 『新撰組異聞PEACE MAKER』（7月 - 8月） - 吉田稔麿 役
- ケイダッシュステージ 朗読劇『苦情の手紙』（8月）
- 30-DELUX『シェイクス』（10月）
- SMILY☆SPIKYコントライブ それかおじゃん。（11月） - ゲスト
- ミュージカル『DEAR BOYS』（12月） - 近藤裕次 役

2008年
- 大人の麦茶第十一杯目公演『サバンナチャンス』（1月）
- ROCK MUSICAL BLEACH DX（ROCK MUSICAL BLEACH THE ALL,THE LVE 卍解SHOW CODE:002）（3月） - 檜佐木修兵 役
- 258（5月）
- キャスト3人による劇的朗読劇『苦情の手紙』（7月）
- ネルケプランニング『エブリ リトル シング』（7月）
- 鋼鉄三国志歌劇舞台〜深紅の魂よみがえりしとき〜（6月） - 馬岱伯瞻 役
- リリパットアーミーII『時の男〜higauta』（10月）
- ルドビコ★Vol.3『義経-YOSHITSUNE-紫鬼王編』（11月） - 武蔵坊弁慶 役

2009年
- TWIN-BEATプロデュース『アヴェ・マリターレ!』（1月 - 2月）
- 京橋花月5月よる芝居 京橋花月×劇団赤鬼『FAKE HEART』（5月） - 笹倉 役
- DHE@stage『Tower of Sugar』（7月）
- Nsquare Produce 朗読劇『モスリラ』（9月）
- TWIN-BEATプロデュース『ソウガ』「亡国の爪牙篇」「相克の双牙篇」（10月） - デンベエ 役
- bpm公演『ハイカラ』（12月） - 織田作之助 役

2010年
- ROCK MUSICAL BLEACH the LIVE "卍解SHOW code：003"（1月 - 2月） - 檜佐木修兵 役
- Kitty-Guys Produce『目指さない場所』（3月） - ダイス 役
- コントンクラブ image2〜オムニバス・ギャグエンターテインメント〜（4月）
- ミュージカル テニスの王子様 Dream Live 7th（5月） - 海堂薫 役
- Nsquare Produce 『"P"s』（5月）
- 経済とH第9回公演『お月さまの笑顔』（8月）
- 劇団たいしゅう小説家Present`s『サダオのサダメ』再演（12月）

2011年
- 劇団ひまわりミュージカル『モモ』（1月） - 灰色人間議長 役
- 演劇ユニットAxle第12回公演『贋作、宮本武蔵』（2月） - 吉岡清十郎 役
- DHE@stageプロデュース公演『新・日ノ丸レストラン』（4月）
- 劇団ひまわり 創立60周年記念公演『アンネ』（5月）
- 朗読劇『ゲキジョー☆ノート 2』（7月）
- ニコニコミュージカル『カンタレラ』（8月） - フェルナンド 役
- テノヒラサイズの人生大車輪 2011（9月）
- 男子ing!!（10月）
- ACTOR'S TRASH ASSH 第15回公演『SOUL FLOWER』（11月）
- Clione Compilation Reading Volume II『『Rainmen in Noёl』〜雨男たちのクリスマス〜 “リコ”という名の天使〜』（12月）

2012年
- 舞台『弱虫ペダル』（2月） - 金城真護 役
- ニコニコミュージカル『カンタレラ2012〜裏切りの毒薬〜』（3月） - サヴォナローラ 役
- 男子ing!! 再演（3月）
- 時速246億 vol.A『no.721』（4月 - 5月）
- トライフルエンターテインメントプロデュース『Panelist Drive』（5月 - 6月）
- ポチッとな。-Switching On Summer-（7月）
- スーパーグラップラー2012『スペーストラベラー 〜LOVE is in the Mother Ship!〜』（7月）
- CLEOプロデュース『風にゆれる、じっと見てる。』（11月- 12月） - 主演

2013年
- スタンダードソングエンタテイメントPresents『新・贋作水滸伝-Heroes-』（5月）
- 時速246億 vol.A『no.721』再演（7月）)
- 舞台『弱虫ペダル』インターハイ篇 The First Result（8月 - 9月） - 金城真護 役
- Nsquare Produce 朗読劇『モスリラ』（9月） - 演出、出演

2014年
- 月刊「根本宗子」第9号『夢も希望もなく。』（1月）
- 舞台『弱虫ペダル』インターハイ篇 The Second Order（3月） - 金城真護 役
- ミュージカル『薄桜鬼』風間千景 篇（5月 - 6月） - 天霧九寿 役
- タテヨコ企画36.5 sancha teatrettoこけら落とし公演『太子堂のサーカス』（7月）
- Messiah メサイア-紫微ノ章-（8月） - 神北竜二 役
- Nsquare Produce 『Hometown』（9月）
- 舞台『弱虫ペダル』箱根学園篇〜野獣覚醒〜（10月 - 11月） - 金城真護 役
- LAUSU×空想組曲『眠れない羊』（12月、CBGKシブゲキ!!）

2015年
- ミュージカル『薄桜鬼』藤堂平助 篇（1月） - 天霧九寿 役
- 舞台『弱虫ペダル』インターハイ篇 The WINNER（3月） - 金城真護 役
- 時速246億 春の桜まつり2015『爆笑なりきり紅白歌合戦』（4月）
- Nsquare Produce 『Hometown』（4月）
- メサイア -翡翠ノ章-（5月） - 神北竜二 役
- リクウズルーム×Nsquareプロデュース『ネイムスペース』（7月 - 8月）
- 舞台『弱虫ペダル』IRREGULAR〜2つの頂上〜（10月 - 11月） - 金城真護 役
- ミュージカル『青春-AOHARU-鉄道』（11月） - 高崎線 役

2016年
- PREMIUM 3D STAGE『残響のテロル』（3月） - 倉橋 役
- bpm公演『アヴェ・マリターレ!』（3月）
- ライブ・ファンタジー『FAIRY TAIL』（4月 - 5月） - ブレイン/ゼロ 役
- 和の会 朗読能シアター「土蜘 ―宝生流能楽公演『体感する能』より―」（6月） - 語り
- ライブ・ファンタジー『FAIRY TAIL』（7月） - ブレイン/ゼロ 役
- ミュージカル『刀剣乱舞』〜幕末天狼傳〜（9月 - 11月） - 近藤勇 役
- ミュージカル『青春-AOHARU-鉄道』2 〜信越地方よりアイをこめて〜 （11月） - 高崎線 役
- ミュージカル『刀剣乱舞』～真剣乱舞祭 2016～（12月） - 近藤勇 役

2017年
- ミュージカル『刀剣乱舞』〜幕末天狼傳〜（1月） - 近藤勇 役
- 舞台『初恋モンスター』（3月） - 高橋修吾 役
- 超！脱獄歌劇『ナンバカ』（9月） - 双六一 役
- Live Musical SHOW BY ROCK!! －深淵のCrossAmbivalence－（10月） - ロム 役
- ミュージカル『刀剣乱舞』～真剣乱舞祭 2017～（12月） - 近藤勇 役

2018年
- 舞台『モブサイコ100』（1月） - 郷田武蔵 役
- ミュージカル『青春-AOHARU-鉄道』3 〜延伸するは我にあり〜 （5月） - 高崎線 役
- BOYS★TALK 第3弾 / DANDYS☾TALK（6月）
- Live Musical SHOW BY ROCK!!～THE FES 2018～（6月） - ロム 役
- Live Musical SHOW BY ROCK!!―狂騒のBloodyLabyrinth―（8月 - 9月） - ロム 役
- ミュージカル『刀剣乱舞』 ～真剣乱舞祭2018～（11月 - 12月） - 近藤勇 役

2019年
- 劇団シャイニング from うたの☆プリンスさまっ♪『Pirates of the Frontier』（3月 - 4月）
- TRUMPシリーズ『COCOON 月の翳り星ひとつ』 - ティーチャーグスタフ 役（5月 - 6月）
- 舞台『銀牙 -流れ星 銀-』〜絆編〜（7月） - ベン 役
- 舞台『幽☆遊☆白書』（8月 - 9月） - 桑原和真 役
- ミュージカル『青春-AOHARU-鉄道』コンサート Rails Live 2019 （10月 - 11月） - 高崎線 役

2020年
- ミュージカル『ホイッスル・ダウン・ザ・ウィンド ～汚れなき瞳～』（3月）
- 『銀牙 -流れ星 銀-』〜牙城決戦編〜（10月 - 11月） - ベン 役
- 舞台『幽☆遊☆白書』 其の弐（12月） - 桑原和真 役

2021年
- ミュージカル『青春-AOHARU-鉄道』4 〜九州遠征異常あり〜 （2月） - 高崎線/都営三田線 役
- 演劇集団Z-Lion『This is a お感情博士！』（6月）
- 舞台『憂国のモリアーティ』case 2（7月 - 8月） - セバスチャン・モラン 役
- 舞台『血界戦線』Blitz Along Alone（10月 - 11月） - ザメドルの犬 役
- 『終末のワルキューレ』～The STAGE of Ragnarok～（11月 - 12月） - 呂布奉先 役

2022年
- 舞台『炎炎ノ消防隊』-破壊ノ華、創造ノ音-（1月） - 相模屋紺炉 役
- ミュージカル『るろうに剣心 京都編』（5月 - 6月） - 悠久山安慈 役
- ミュージカル『青春-AOHARU-鉄道』～誰が為にのぞみは走る～（8月） - 高崎線・都営三田線 役
- 『ヒプノシスマイク -Division Rap Battle-』Rule the Stage《どついたれ本舗 VS Buster Bros!!!》（9月 - 10月） - 天谷奴零 役
- ミュージカル「Shuffle！～まぜこぜ図書館『若草三銃士物語』～」（11月） - リシュリュー枢機卿 役
- STAGE FES 2022-2023（12月） - ロム 役

2023年
- 終わりの行方（1月） - 主演
- 舞台『地獄楽』（2月） - 民谷巌鉄斎 役
- 『ヒプノシスマイク -Division Rap Battle-』Rule the Stage《Rep LIVE side D.H》福岡・大阪（5月 - 6月） - 天谷奴零 役
- 悪童会議 旗揚げ公演『いとしの儚』（7月） - 鬼シゲ 役
- 『ヒプノシスマイク -Division Rap Battle-』Rule the Stage - 天谷奴零 役
  - Rep LIVE side D.H 横浜（7月）
  - Battle of Pride 2023（9月）

- 第2回ももクロ一座特別公演（11月 - 12月）
- ミュージカル『青春-AOHARU-鉄道』〜地下の中心で愛をさけんだMétro〜（12月） - 都営三田線 役

2024年
- 舞台『地獄楽-終の章-』（2月） - 民谷巌鉄斎 役
- 剣劇『三國志演技〜孫呉』（4月） - 韓当 役
- mucho produce『蜻蛉の住む家』（6月）
- ミュージカル『七色いんこ』（9月） - 鍬潟隆介（） 役

2025年
- mucho produce vol.2 舞台『悲しい時には羊のうたを』（2月）
- 『チェリまほ The Musical』〜30歳まで童貞だと魔法使いになれるらしい〜（4月） - 朝比奈 役
- ミュージカル『青春-AOHARU-鉄道』コンサート Rails Live 2025（11月〈予定〉） - 高崎線 / 都営三田線 役

### 映画
- パニック4ROOMS（2009年）[90]
- 死ガ二人ヲワカツマデ…（2012年） - 郷本 役[91]
- 女子の事件は大抵、トイレで起こるのだ。（2015年） - 松本先生 役[92] [93]
- Messiah メサイア -深紅ノ章-（2015年） - 神北竜二 役[94]
- BLOOD-Cシリーズ
  - 阿修羅少女〜BLOOD-C異聞〜（2017年） - 赤山 役
  - BLOOD-CLUB DOLLS 1（2018年） - 銀六 役[95]
  - BLOOD-CLUB DOLLS 2（2020年） - 銀六 役
- Aichaku（2025年） - Ryosuke 役

### ネット配信
- あの俳優が初めて1人で配信してみますweek！（2016年10月27日、SHOWROOM）[96]
- オンラインドラマリーディング『無人島』（2020年5月29日、YouTube - 芸能事務所ナノスクエア公式チャンネル）[97]
- ゲキダン読みモバ!!「眠らない羊たちの朗読会」第4回「深海のカンパネルラ」（2020年6月28日、ニコニコ生放送チャンネル「眠らない羊たちの朗読会」） - 先生 役[98]
- オンライン朗読劇『STAY STILL SHOW』（2020年7月29日、シアターコンプレックス）[99]
- 『ヒプノシスマイク -Division Rap Battle-』Rule the Stage -2nd D.R.B Championship Tournament-（2023年4月） - 天谷奴零 役[100]

### 中止
1. ↑  新型コロナの影響で中止[62]